# Кин-дза-дза!
„Кин-дза-дза!“ е съветски филм-антиутопия на режисьора Георгий Данелия и сценариста Реваз Габриадзе от 1986 година.
През 2013 година Данелия завършва анимационен римейк на филма, озаглавен Ку! Кин-дза-дза.

## Сюжет
Внимание:  Текстът по-долу разкрива сюжета на произведението (или части от него)!
Двама съветски граждани – инженерът Владимир Николаевич Машков (чичо Вова) и грузинският студент Гедеван Алексидзе (Цигуларя) – срещат странен човек, който зъзне бос на един ъгъл в Москва през зимата и разпитва минаващите за номера на планетата в „тентурата“, където е попаднал. Този номер му трябва, за да си изчисли кода за връщане. Връщането щяло да стане с устройство, подобно на калкулатор или дистанционно за телевизор. Това е толкова налудничаво, че чичо Вова натиска произволно копче, за да демонстрира на човека, че всъщност е луд. Но устройството работи, така че Вова и Гедеван моментално попадат на друга планета.
Планетата е Плюк („плювка“) от галактиката Кин-дза-дза, под едноличното управление на някой си господин ПЖ. Тя прилича на пустиня, а жителите ѝ – на хора. Те разбират руски, тъй като могат да четат мисли, но техният собствен език е много ограничен и съдържа само няколко думи.
Парадоксът на планетата Плюк е, че цивилизацията там е високотехнологична – могат да пътуват бързо из галактиката, имат по-съвършени оръжия и прочее, но е варварска в екологическо, социално и културно отношение.
Населението се дели на две касти: висша (чатлани) и низша (пацаки). Плюк е чатланска планета и пацаките са подложени на дискриминация. За да се докаже към коя каста принадлежи човек, трябва да се изследва с малък прибор – визатор. Ако на прибора светне зелена лампичка, изследваният е „пацак“, ако е оранжева, той е „чатлан“. Пацакът е длъжен да се покланя пред чатлана при среща, казвайки „КУ“. Освен това, чатланите се разпознават по цвета на панталоните, който при тях е жълт, а ако чатлана има много КЦ и е богат, може да носи малиновочервени гащи. Пустинността на планетата е изкуствена – всичката вода е била преработена в горивото за звездолети луц, а сега в подземни заводи от „луц“ се добива вода и се продава скъпо. Храната е ядлива пластмаса. Героите на филма попадат и на друга планета, където няма вече нито въздух, нито население.
Чичо Вова и Цигуларя се опитват през целия филм да се върнат на Земята, което в крайна сметка след множество приключения се случва.

## Кратък чатлано-пацакски речник
- КЦ – кибритена клечка (най-ценната стока в галактиката Кин-дза-дза); гравицапа струва половин КЦ
- цак – звънче за нос, носи се задължително от низшата каста. За неносене на ЦАК ецилопите трансглюкират;
- ецих – сандък за изтърпяване на наказание. Бива два вида – с пирони и без;
- ецилоп – представител на властта; (Police, прочетено обратно), подкупен и с много високи правомощия над обикновените чатлани и пацаки, но пред тези с жълти и малиновочервени гащи сам трябва да се покланя еднократно с възглас „ы!“ (непреводимо), носи „транглюкатор“ (оръжие, може да убива с него без съд)
- пепелац – междузвезден космически кораб с формата на каца. Като лети, издава ръждиво скърцане;
- транглюкатор –  оръжието на ецилопа, явно енергийно
- гравицап – важен детайл от двигателя на пепелаца. Пепелац с гравицап лети из цялата Галактика;
- кю – обществено допустима ругатня;
- ку – всички останали думи.

## Култура Кин-дза-дза!
Филмът бързо става култов в зоната на руско-говорещите страни поради разнообразни причини – от неподражаемия изкуствен жаргон, до аналогиите между съветското общество (и всяко съвременно технологично и бюрократизирано общество) и антиутопичната картина, която изобразява.